# Vicente Adam Cardona
Vicente Adam Cardona (Llombay, Valencia; 17 de enero de 1927-Valencia, 5 de diciembre de 2018) fue un escritor español de un centenar de novelas populares de varios géneros escritas bajo los seudónimos Vic Adams y V. A. Carter.

## Biografía
Vicente Adam Cardona nació el 17 de enero de 1927 en Llombay, Valencia, España. Trabajó como traductor y además publicó sus propias novelas.
Parte de su obra fueron novelas de ciencia ficción y se publicó en Luchadores del Espacio, una colección futurista de la Editorial Valenciana. Publicó un total de 18 novelas del género anteriormente nombrado, doce de ellas en Luchadores del Espacio y las seis restantes en Espacio de la editorial Toray, todas ellas entre los años 1960 y 1964. Cuatro de estos títulos fueron reeditados posteriormente en Galaxia 2001.
Su primera novela fue publicada en el año 1960, se tituló Marionetas Humanas, siendo el número 164 de Luchadores del Espacio; la firmó como Vic Adams, sin embargo, las otras once novelas las firmó como A.V. Carter. Las seis pertenecientes a Espacio las firmó como Vic Adams. 
A partir de 1963 desapareció Luchadores del Espacio, tras lo cual siguió publicando solo en Espacio, una novela en 1963 y dos en 1964, siendo las últimas.

### Novelas de Luchadores del Espacio
Marionetas humanas (1960)
Un criminal que procede de una desarrollada galaxia llega al sistema solar e intenta apoderarse de la Tierra.

Rebelión en la galaxia (1960)
Narra una lucha entre la Federación Galáctica y el estado de Denev, una dictadura.

La muerte azul
Relata un conflicto entre occidente y una potencia oriental en años de apogeo de la guerra fría.

La nueva raza (1961)
Los habitantes de Alfa-Centauro envían una expedición a la Tierra para pedir ayuda a sus descendientes pero descubren que se extinguieron, así que deciden recopilar tecnología e información científica.

Los sonidos silenciosos de Venus (1961)
Cuenta una expedición de la Tierra a Venus, poblado por criaturas monstruosas y seres prehistóricos.

¡Ayúdanos, terrestre!
Narra la lucha entre dos poderosas civilizaciones, siendo la Tierra el campo de batalla.

Prisión cósmica
Una raza extraterrestre intenta que no atravesemos nuestra atmósfera enviando un infiltrado.

La Tierra no puede morir (1961)
Una raza extraterrestre ayuda a los supervivientes de una guerra nuclear, evitando la extinción de nuestra raza.

Cargamento para el infierno
Es del mismo estilo que Rebelión en la galaxia.

Cautivos de Voidán
La Tierra es conquistada y esclavizada por un imperio galáctico, Voidán, pero un pequeño grupo de humanos se libera y se enfrenta a los opresores.

Ellos también son humanos
La Tierra es una potencia colonial y el pueblo colonizado son los habitantes de Cástor.

Puedo dominar el mundo
En una expedición a Júpiter, uno de los viajeros es invadido por un simbioide con poderes telepáticos, que permite al viajero y sus secuaces dominar el mundo, pero otro viajero lo descubre y construye un artefacto que bloquea las ondas telepáticas.
Esta es la última novela de Vicente Adam en la colección Luchadores del Espacio.

### Novelas de Espacio
El secreto de Ganímedes (1960)
Los tripulantes de una nave naufragada en Ganímedes se teletransportan a un mundo en el que los humanos están dominados por una especie de hormigas gigantes. Finalmente logran regresar y son rescatados.

Conspiración infernal (1961)
Esta novela recuerda a Cargamento para el infierno y Los sonidos silenciosos de Venus.

El pueblo oculto (1961)
Una raza mantiene durante siglos a un grupo de humanos para transmitirles su conocimiento antes de su extinción, pero llega un grupo de astronautas.

Espionaje estelar (1963)
Una raza alienígena invade varios planetas, sometiendo a sus habitantes para introducir en ellos sus larvas, pero el protagonista les arruinará su plan.

Al otro lado del universo (1964)
Tras la desaparición de varias naves de exploración, una nave especialmente equipada descubre los restos de una antigua civilización.

El mercenario (1964)
Es similar a Prisión cósmica. Una confederación galáctica intenta impedir los avances humanos.
Esta es la última novela de Vicente Adam Cardona publicada en Espacio.

### Recopilaciones
Desde 2016 se han publicado dos recopilaciones de las primeras novelas de Vicente Adam Cardona lanzadas con Luchadores del Espacio. Suman un total 12 novelas.
V. A. Carter. Toda su Obra de Ciencia Ficción (I) (2016)
Incluye los títulos: 
- Marionetas humanas
- Rebelión en la galaxia
- La muerte azul
- La nueva raza
- Los sonidos silenciosos de Venus
- ¡Ayúdanos, terrestre!

V. A. Carter. Toda su Obra de Ciencia Ficción (II) (2018)
Incluye los títulos: 
- Prisión cósmica
- La Tierra no puede morir
- Cargamento para el infierno
- Cautivos de Voidán
- Ellos también son humanos
- Puedo dominar el mundo